# Apogonia doisuthepana
Apogonia doisuthepana är en skalbaggsart som beskrevs av Kobayashi 2008. Apogonia doisuthepana ingår i släktet Apogonia och familjen Melolonthidae. Inga underarter finns listade i Catalogue of Life.